# Puszewo
Puszewo (bułg. Пушево) – wieś w Bułgarii, w obwodzie Wielkie Tyrnowo, w gminie Wielkie Tyrnowo. W 2024 roku liczyła 139 mieszkańców.